# El último cazador
El último cazador (Le dernier trappeur, cuya traducción correcta sería en realidad El último trampero) es una película coproducida entre Francia, Canadá, Suiza y Alemania y dirigida por Nicolas Vanier en 2005. Está protagonizada por May Loo, Norman Winther, Alex Van Bibber, Ken Bolton, Denny Denison, Robert Lafleur, Alena Lemaire, Christopher Lewis

## Sinopsis
Norman (Norman Winther), es uno de los pocos tramperos y comerciantes de pieles que sobreviven en el planeta. Atrás quedaron nombres como David Crockett, Jack London o Daniel Boone. Su vida solitaria de cazador es compartida únicamente con sus perros y con Nebraska (May Loo), una india Nehanni. Norman trabaja su espíritu cada día, sintonizándose con la naturaleza en perfecta armonía. 
Un día, el mejor perro de Norman (también su mejor amigo), Nanouk, muere tras un accidente en la ciudad, y tiene que ser sustituido por una joven y tímida Husky siberiana llamada Apache. Debido a la falta de experiencia del animal, Norman cree que Apache será incapaz de vivir en lo salvaje, pero a instancias de Nebraska decide darle una oportunidad. Más adelante, Norman evitará la muerte al ser rescatado por Apache y los demás perros del trineo cuando se cae al agua de un lago congelado.
Su medio siglo de vida le ha llevado a crear un fuerte vínculo entre Norman y sus perros, con los que ha compartido múltiples hazañas. Pescar, cazar, poner trampas, construir cabañas es más que una aventura, es una forma de vida en el lejano e inhóspito Yukón.

## Comentarios
El productor Jean Marc Henchoz y el director y guionista Nicolas Vanier (L'Enfant des neiges) se propusieron narrar el estilo de vida de un personaje real, Norman, a través de una película de ficción. Un paisaje blanco de nieve y hielo cubre cada escena, creando una estética gélida y solitaria. May Loo, Norman Winther y Alex Van Bibber protagonizan esta película, interpretándose a sí mismos. Producida entre varios países (Francia, Canadá, Suiza, Alemania e Italia), el filme nació con el objetivo de relatar las aventuras más destacadas de Norman, Nebraska y sus animales, haciendo partícipe al espectador de la lucha diaria que supone su vida.